# Suzanne Dechevaux-Dumesnil
Suzanne Dechevaux-Dumesnil, née le 7 janvier 1900 à Argenteuil et morte le 17 juillet 1989 à Paris 14e, est l'épouse de Samuel Beckett.

## Biographie
Suzanne Dechevaux-Dumesnil naît à Argenteuil en 1900, de Paul Victor Émile Dechevaux-Dumesnil, employé de commerce, et de Jeanne Maria Antoinette Fourniols, son épouse.
Au milieu de années 1930, Samuel Beckett fait sa connaissance à Paris. Après la guerre, Suzanne Dechevaux-Dumesnil a fait le tour des éditeurs français en vue de publier les manuscrits de son compagnon et elle joue un rôle important dans la promotion des œuvres de Beckett. Ils se marient en 1961 dans la plus stricte intimité.[réf. nécessaire]
Suzanne Dechevaux-Dumesnil meurt le 17 juillet 1989 à Paris. Samuel Beckett ne lui survit pas longtemps : il décède le 22 décembre de la même année. Ils sont inhumés ensemble au cimetière du Montparnasse à Paris.